# 少林寺怒りの鉄拳
『少林寺怒りの鉄拳』（原題：三德和尚與舂米六、英題：The Iron Fisted Monk）は、1977年製作の、サモ・ハン・キンポー監督・主演・脚本・武術指導のアクション映画。
ゴールデン・ハーベスト製作。香港では1977年8月25日に公開された。日本では劇場未公開。

## 概要
サモ・ハン・キンポーの初監督・主演作品。監督に加え脚本、武術指導も務めている。
サモ・ハンの主演作品は、コミカルで明るいイメージの作品が多いが、この作品は珍しくハードでシリアスである。

## キャスト
| 役名                   | 俳優                            | 日本語吹替                                                                         |
| 役名                   | 俳優                            | TBS版                                                                              |
| ---------------------- | ------------------------------- | ---------------------------------------------------------------------------------- |
| メイロク（春米六）     | サモ・ハン・キンポー （洪金寶） | 水島裕                                                                             |
| サムタ和尚（三徳和尚） | チェン・シン （陳星）           | 池田勝                                                                             |
| 師範（謝亞福）         | ジェームズ・ティエン （田俊）   |                                                                                    |
| ジンロン（牛精良）     | ロー・ホイパン （盧海鵬）       | 大滝進矢                                                                           |
| 満州人の旦那（白安福） | ブラッキー・フォン （馮克安）   |                                                                                    |
| 満州人の兄（羅王府）   | チャオ・シュン （趙雄）         | 西村知道                                                                           |
| 満州人の付き人（師爺） | ディーン・セキ （石天）         | 山口健                                                                             |
| 満州人の部下           | チン・ユエサン （銭月笙）       |                                                                                    |
| 満州人の部下           | ヤム・サイクン （任世官）       |                                                                                    |
| 満州人の部下           | ビリー・チャン （陳會毅）       |                                                                                    |
| 満州人の部下           | チャン・ギンポー （張景坡）     |                                                                                    |
| 満州人の部下           | チン・ロン （陳龍）             |                                                                                    |
| 工房長                 | ガム・ルイ （金雷）             | 村松康雄                                                                           |
| 染物工房の職人         | エリック・ツァン （曾志偉）     |                                                                                    |
| 染物工房の職人         | ラム・チェンイン （林正英）     |                                                                                    |
| 染物工房の職人         | チュン・ファト （鍾發）         |                                                                                    |
| 染物工房の職人         | マース （火星）                 |                                                                                    |
| ムイ（妹妹）           | チャン・ワイイン （陳維英）     |                                                                                    |
| ジンロンの妻           | チウ・チン （朱青）             |                                                                                    |
| ジンロンの母           | ライ・マン （黎雯）             | 片岡富枝                                                                           |
| ゴウケイ（高奇）       | ワン・シェ （王侠）             | 安田隆                                                                             |
| カムシン（金成）       | ワン・ファ （尹發）             |                                                                                    |
| 僧正（静塵）           | ファン・フェン （黄楓）         |                                                                                    |
| 僧侶                   | カサノバ・ウォン （卡薩伐）     |                                                                                    |
| 船乗り                 | ウー・マ （午馬）               |                                                                                    |
| 遊郭の店員             | チャン・チョーラム （曾楚霖）   |                                                                                    |
| 役不明又はその他       |                                 | 小関一 小室正幸 関俊彦 菅原淳一 星野充昭 中村ひろみ 星野桜子 川村清美 もじやあかね |
|                        |                                 |                                                                                    |
| 演出                   |                                 | 藤山房延                                                                           |
| プロデューサー         |                                 | 上田正人                                                                           |
| 制作                   |                                 | TBS 千代田プロダクション                                                           |
| 初回放送               |                                 | 1988年5月6日 『金曜ロードショー』 深夜枠                                           |

## スタッフ
- 監督：サモ・ハン・キンポー
- 脚本：ファン・フェン、サモ・ハン・キンポー
- 製作：レイモンド・チョウ
- 武術指導：サモ・ハン・キンポー、ジャッキー・チェン

## 作品解説
サモ・ハンの初監督・主演作品にして、数々の香港映画スターが出演している。主演の『燃えよデブゴンシリーズ』のサモ・ハンに次いで、『ドラゴン危機一発』（1981年）や『龍拳』（1978年）などに出演した、ブルース・リーやジャッキー・チェン作品の常連ジェームズ・ティエンや、『ポリス・ストーリー/香港国際警察』（1985年）の敵役で知られるフォン・ハックオン、『プロジェクトA』（1983年）などに出演したウー・マ、『霊幻道士』（1985年）でヒットしたラム・チェンイン、『ドランクモンキー 酔拳』（1978年）の師範代で有名なディーン・セキ、『クレージーモンキー 笑拳』（1979年）の鉄の爪ヤム・サイクン、『福星シリーズ』に出演したエリック・ツァンなど。